# Nikita Andreev
Nikita Evgen'evič Andreev (in russo Никита Евгеньевич Андреев?; Narva, 22 settembre 1988) è un allenatore di calcio ed ex calciatore russo, di ruolo attaccante e allenatore del Kalju Nõmme.

## Carriera

### Club
In carriera ha giocato 13 partite di qualificazione alle coppe europee, di cui 7 per la Champions League e 6 per l'Europa League, tutte con il Levadia Tallinn.

### Nazionale
Ha giocato nella nazionale russa Under-19.

## Palmarès

### Giocatore
- Campionato estone: 4

Levadia Tallinn: 2006, 2007, 2008, 2009
- Coppa di Estonia: 2

Levadia Tallinn: 2006-2007, 2017-2018
- Supercoppa di Estonia: 1

Levadia Tallinn: 2018

### Allenatore

#### Competizioni nazionali
- Coppa di Estonia: 1

Kalju Nōmme: 2024-2025